# Vladimír Mencl
Vladimír Mencl (28. dubna 1926 České Budějovice – 14. února 2021 Praha) byl český klavírní virtuos, malíř, pedagog.

## Život

### České Budějovice
Vladimír Mencl se narodil 28. 4. 1926 v Českých Budějovicích, do vzdělané a kulturní rodiny. Jeho dědeček Maxmilián stál u rozvoje průmyslu ve městě, zároveň působil jako profesor na Jirsíkově gymnasiu, kde později studoval i sám Vladimír. Jeho otec, JUDr. Maxmilián Mencl (1888–1945), byl vrchním právním radou na českobudějovickém městském úřadě (v letech 1920–1944), v srpnu 1944 však byl za účast v národním odboji zatčen gestapem, deportován do Malé pevnosti v Terezíně, a tam v lednu 1945 umučen. Prezident republiky Edvard Beneš ocenil zásluhy Vladimírova otce a v roce 1946 jej vyznamenal – In memoriam – Československým válečným křížem 1939. Sám Vladimír byl ještě na konci války totálně nasazen, nejprve v Kladně (1944), poté na letišti v Klecanech (1945). Vladimírova matka Anežka Fenclová (1902–1995) pocházela z Hrdějovic, ze statku. Pracovala jako úřednice na městském úřadě, po svatbě (v roce 1924) se věnovala péči o domácnost a rodinu, především o jejich dvě děti – syna Vladimíra, a o dva roky mladší dceru Naděždu (pozdější Mudr. Starkovou – Mazancovou).

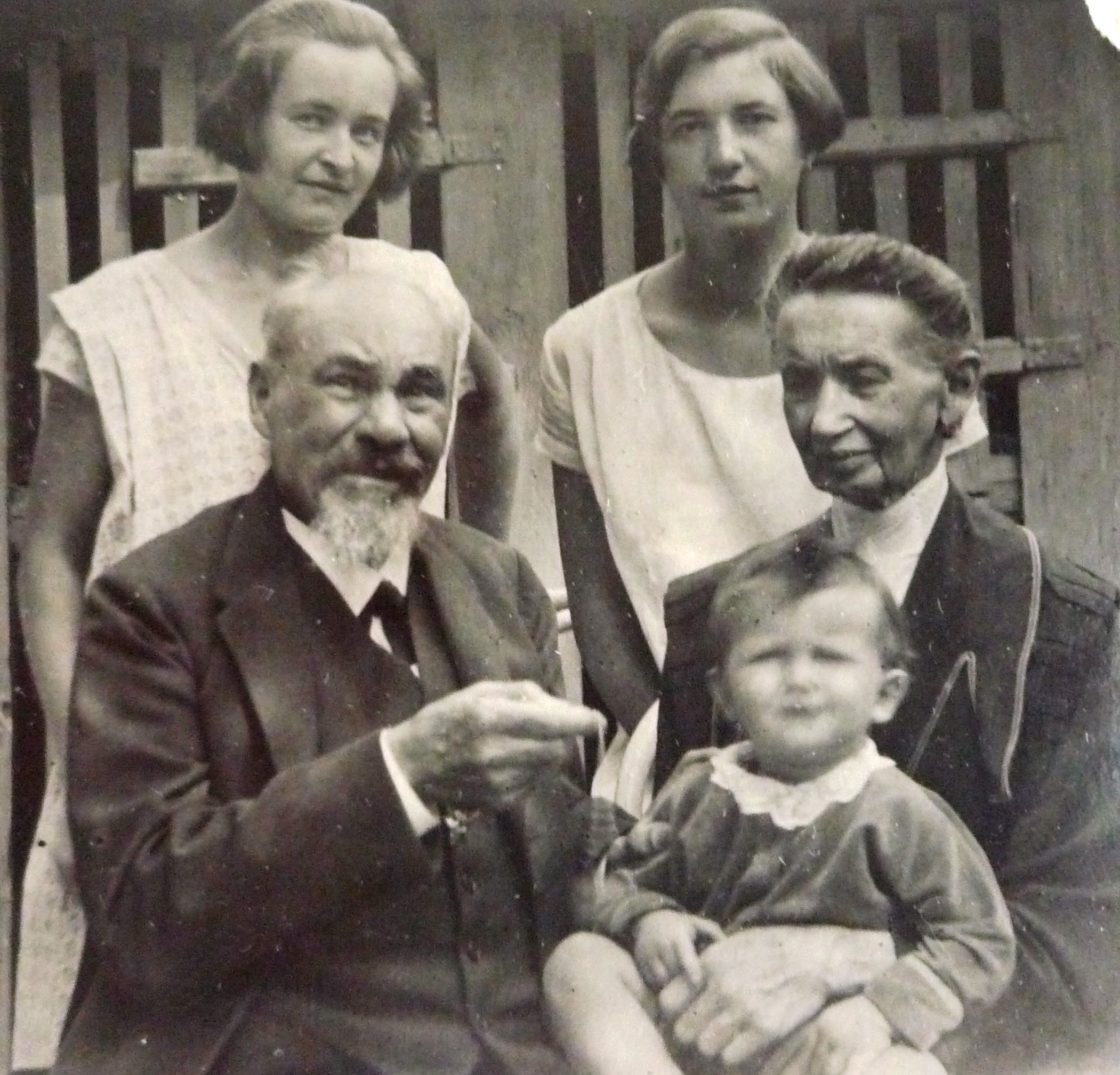
Vladimír jako dítě, s dědečkem Maxmiliánem, 1928

Vladimíra od dětství přímo magicky přitahovala nejen hudba, ale i výtvarné umění. Od deseti let navštěvoval hudební školu Bohuslava Jeremiáše, která se později stala vzorem pro celou řadu dalších českých škol. V tomto důležitém středisku hudebnosti celého kraje se pořádaly pravidelné koncerty, akademie a večery, při kterých byl kladen zvláštní důraz na českou hudbu. Po smrti ředitele školy B. Jeremiáše (1918) byl nástupcem jmenován jeho syn Otakar, do té doby vyučující ve škole hru na klavír, violoncello, sólový zpěv a skladbu. Ten se také stal jedním ze vzorů Vladimíra Mencla. Díky škole malý Vladimír již od svých 13 let vystupoval na veřejných koncertech, např. s Jihočeskou filharmonií, po čase se součástí jeho koncertů staly i jeho obrazy. Mezi osobnosti, které studovaly na této českobudějovické hudební škole, patří mimo jiné např. Petr Eben, Jaroslav Krček, Milan Iglo, Sáva Smažík a mnoho dalších.
Vladimír Mencl také od svých 15 let navštěvoval soukromé hodiny kreslení u nestora jihočeských výtvarníků, malíře Adolfa Trägera (1888–1965), kde získal základy pro svou pozdější malířskou tvorbu. Träger byl zpočátku figuralistou, ale věnoval se i krajinářství. Maloval také zátiší s květinami a patřil k zakladatelům novodobého jihočeského výtvarného umění. Träger byl, spolu s dědečkem Maxmiliánem, členem Klubu „Za staré Budějovice“.

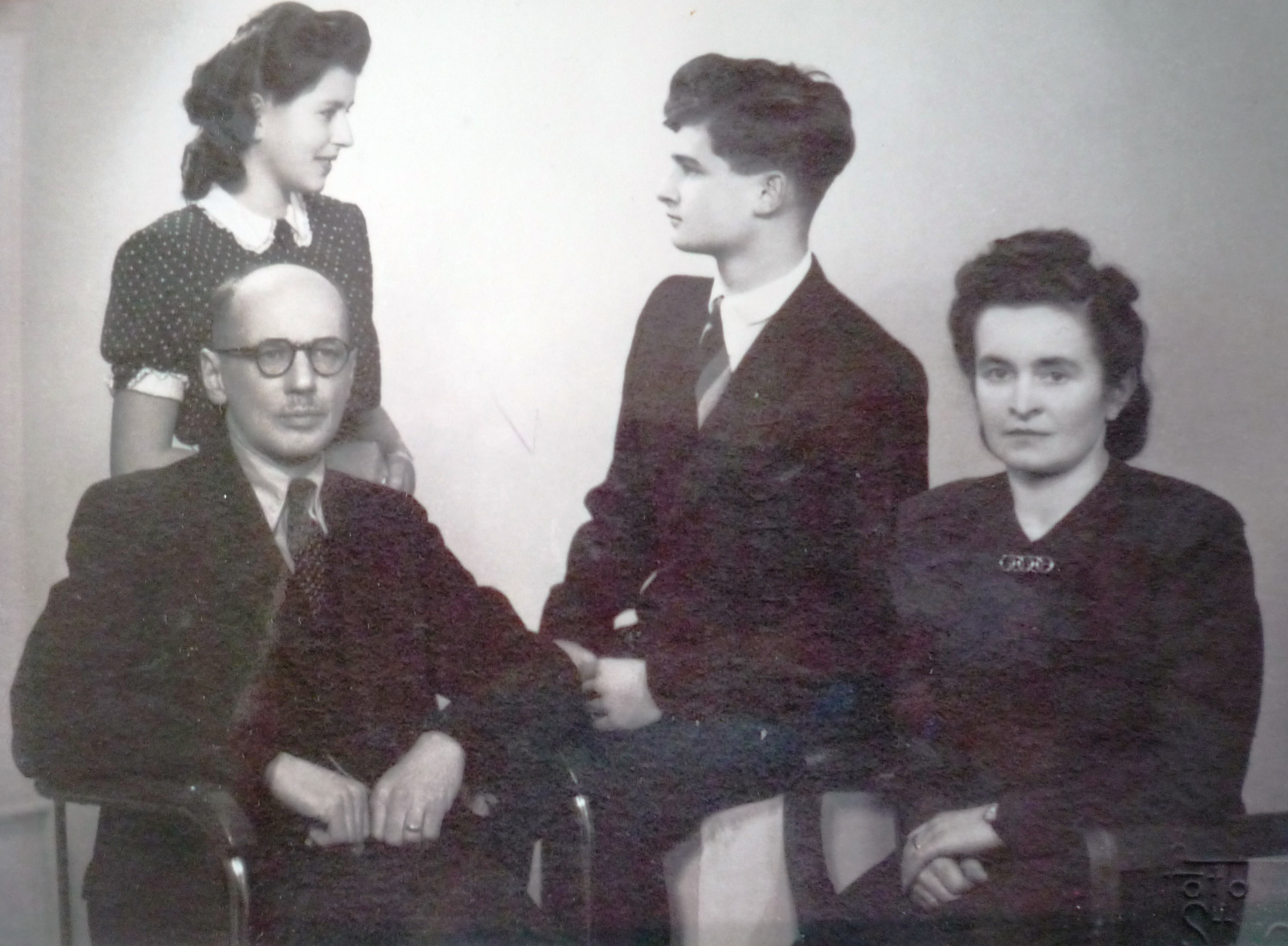
Vladimír s rodiči a sestrou, 1941

V letech 1937–1945 studoval Vladimír na prvním českém klasickém gymnasiu, založeném v Českých Budějovicích biskupem J. V. Jirsíkem v roce 1868.
Tím, že se hudbě i malířství Vladimír Mencl věnoval již od dětství, dostalo se mu velmi brzy možností kontaktu s veřejností – záhy zvládl „jít s kůží na trh“ na koncertních pódiích i na výstavách. Sám dnes říká, že... „oba obory souznějí – hudba obsahuje barvy, barevnost obrazů vyznívá v tónech“. Přes své úspěchy v malbě, kdy mu účast na výtvarných soutěžích přinesla řadu cen (např. v roce 1952 získal 2. cenu v celostátní soutěži), i možnost vystavovat s mladými jihočeskými výtvarníky, zvítězil jeho zájem o hudbu.

### Praha
Po maturitě Vladimír pokračoval ve studiu, byl přijat (1945) na pražskou konzervatoř, do dirigentské třídy prof. Metoda Doležila (1885–1971), mj. prvního sbormistra PSPU. Doležil na konzervatoři vychoval i další, později úspěšné osobnosti, např. Kašlíka, Kabeláče, Išu Krejčího a Smetáčka, a rozpoznal dirigentský talent Rafaela Kubelíka. Po otevření AMU (1946) Mencl pokračoval ve studiu na této škole, opustil však dirigování, a věnoval se již pouze klavíru. Studoval u prof. Emila Mikelky (1894–1949) a prof. Františka Raucha (1910–1996), u kterého také v roce 1950 svá studia ukončil státní absolventskou zkouškou, tj. celovečerním samostatným koncertem. Ve Velkém sále Rudolfina předvedl skladby J. S. Bacha, J. Brahmse, V. Nováka, M. Ravela a S. Prokofjeva. Mezi jeho „studentské kolegy“ – žáky prof. Raucha – patří ze starší generace absolventů mj. Rudolf Bernatík, Petr Eben, Jiří Hubička, Radomír Melmuka i Zuzana Růžičková. Z generace mladších pianistů vynikli např. Petr Adamec, Eva Olšarová- Boguniová, Ivan Klánský, Květa Novotná[zdroj⁠?!] aj.
Mencl po absolutoriu provedl řadu svých recitálů, a jeho další koncertní činnost pokračovala i během následné základní vojenské služby (v letech 1951–53), kdy plnil své povinnosti v AUS VN jako klavírista sólové skupiny armádní opery. Poté (v letech 1953–60) působil v AUSu ve stejné pozici, již jako civilní zaměstnanec.
V roce 1959 se stal asistentem oddělení klavírní spolupráce na AMU (Praha), a v letech 1960–2006 působil jako pedagog na katedrách operního zpěvu a dirigování. Docenturu obhájil habilitací v roce 1986. Hlavním pedagogickým úkolem Mencla bylo spoluvytvářet profil budoucích sólistů našich i zahraničních operních scén. Za 47 let svého působení v této roli zasáhl do uměleckého rozvoje dvou generací operních pěvců a dirigentů. Své studenty nejen připravoval, ale i doprovázel na soutěžích u nás i v zahraničí (např. ve Vídni, Moskvě, a dalších městech v Německu a Holandsku). Mezi jeho první žáky patřil např. Jiří Bělohlávek, ze současných umělců např. dirigenti Jakub Hrůša, Tomáš Netopil, Lukáš Vasilek, Petr Vronský, Tomáš Koutník a šéfdirigent Hudby hradní stráže, plk. MgA. Václav Blahunek, Ph.D. Z operních pěvců to byl Ivan Kusnjer, Pavlína Senić, Michio Keiko (Japonsko) a Pedro Liendo (Venezuela).
V období svých pražských hudebních studií pokračoval Mencl zároveň v soukromém studiu malby u výtvarníků Jaroslava Otčenáška (1909–1972), známého především krajinářskými a městskými motivy, a Jana Rambouska (1895–1976), představitele sociální grafiky. Otčenášek se stal mj. (v roce 1954) prvním předsedou Českého fondu výtvarných umělců, a zajímavostí je, že byl také členem spolku Sedmilhářů, humoristického seskupení okolo Zdeňka Jirotky.  I to možná přispělo k porozumění učitele a žáka, neboť humor byl vždy nezbytnou součástí života Vladimíra Mencla.

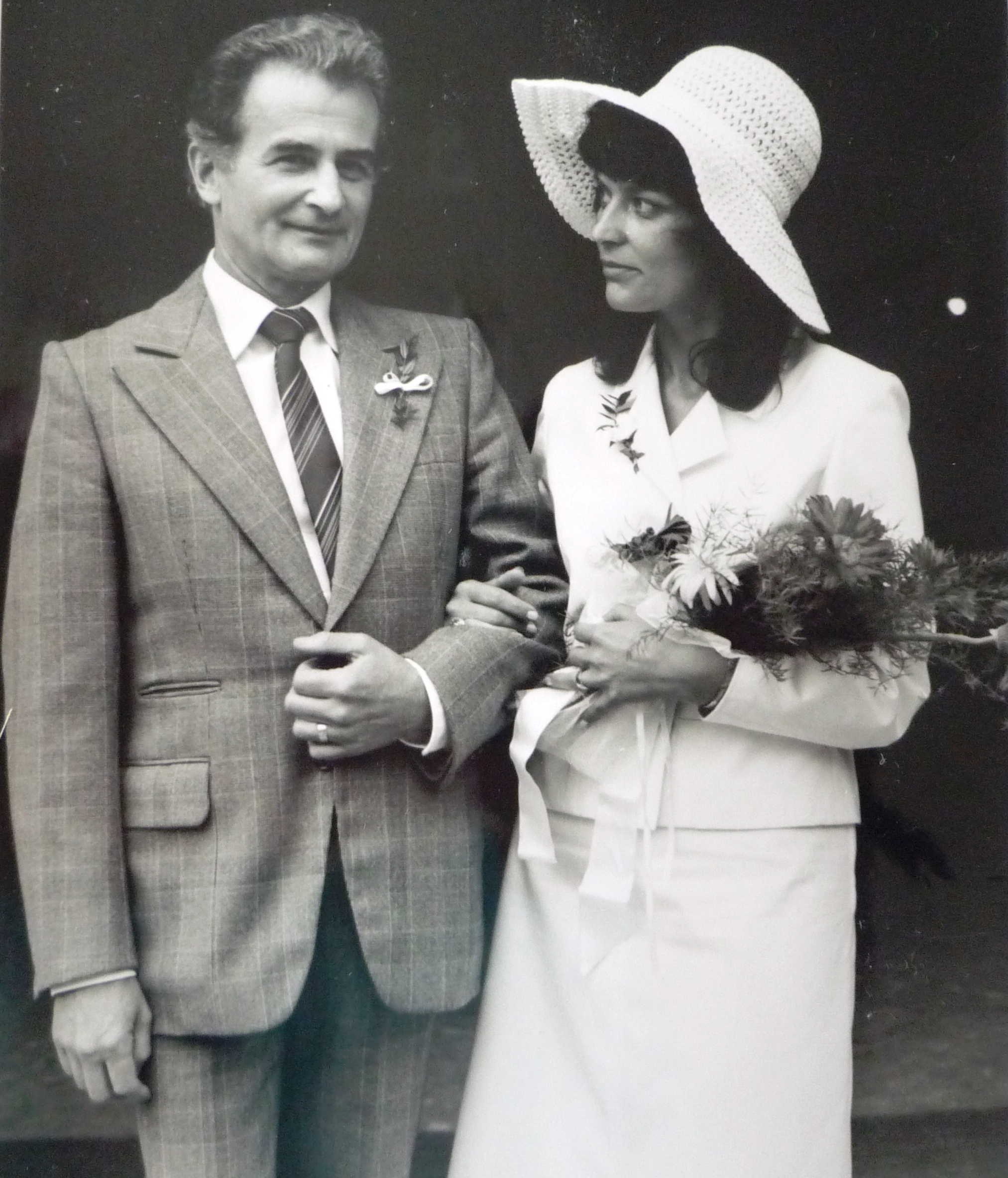
Vladimír a Vilma, svatba 1981

Po studiích se Mencl sice profesně a s plným nasazením věnoval hudbě, současně melodiku a rytmus cítil intenzivně i výtvarně, v akordech mu zněla barevnost. Podobně, jako impresionismus ovlivňoval hudební skladatele, přenášel Mencl působivost hudebního výrazu zase do barevnosti svých obrazů. Toto oboustranné ovlivňování je typickou hodnotou veškeré jeho tvorby.
Ve svém ateliéru Na Jezerce pracoval v jedné místnosti u koncertního křídla, ve vedlejší u malířského stojanu. Mohl tak nejen mentálně, ale i fyzicky snadno a plynule přecházet od jedné tvůrčí činnosti ke druhé.

### Rodina
Krátce po absolutoriu na AMU se oženil s Věrou Mentbergerovou, v průběhu jejich pětiletého manželství (1951–66) se narodil syn Vladimír (1952). Druhé manželství uzavřel Vladimír Mencl s Vilmou Markvartovou v roce 1981, společně vychovali syna Jana (1965).

## Dílo

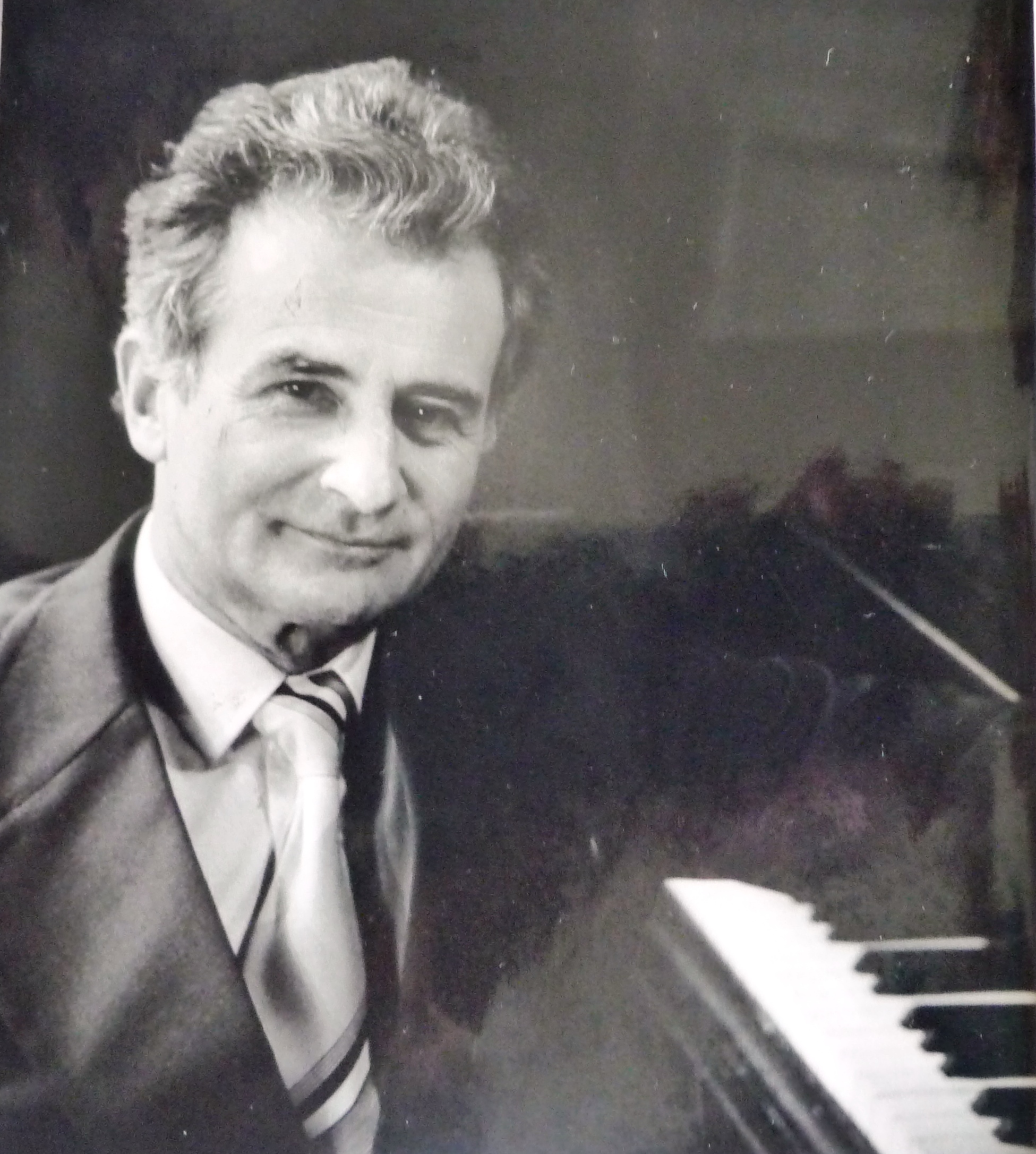
Vladimír u klavíru, 1975

### Hudba
Během své profesní dráhy Mencl vystupoval nejen jako sólista, klavírní virtuos, ale i jako znamenitý doprovázeč. Jeho hra se vyznačovala spontánní muzikálností, řízenou hudební inteligencí, a smyslem pro sloh a zvukově barevnou stránku díla. Často překračoval hranici doprovázeče a stával se inspirátorem. Jeho hudební kvality spočívaly především v mnohostrannosti, pohotovosti a senzitivnosti klavírních výkonů, pravé pole působnosti nalezl v komorní hře a klavírním doprovodu. Na tento obor se specializoval, a dosáhl v něm mimořádných výsledků, díky kterým se stal vyhledávaným partnerem pro mnoho našich pěvců a instrumentalistů.
V průběhu svého života, mimo velkého množství vlastních recitálů a různorodých koncertů (hrál např. v letech 1982–87 na Pražském jaru, na Přehlídkách českého koncertního umění ve Dvořákově síni umělců, skladatelských středách v Národním klubu, na přehlídkách Nové tvorby atd.), doprovázel Vladimír Mencl na klavír přední sólisty na jiné nástroje – např. violoncellisty Josefa Chuchro (NDR 1957) a Miloše Sádlo, houslisty Ivana Kawaciuka (Bulharsko 1959), Josefa Suka (Maďarsko 1959) a Alexandra Plocka, Spytihněva Šorma, Marii Hlouňovou a další. Absolvoval s nimi také mnohá domácí i zahraniční koncertní turné.
Doprovázel rovněž špičkové zpěváky, sólisty ND – Ladislava Mráze, Marii Podvalovou, Beno Blachuta, Eduarda Hakena, Věru Soukupovou, Jindřicha Jindráka, Libuši Márovou, Gabrielu Beňačkovou, ze zahraničních to byla např. Ida Haendel (Kanada), H. Palulius (Polsko), K. H. Pinhammer (Německo), Rosa Delli (Maďarsko), N. Fujii (Japonsko), C. Stanfordová (USA). Řadu zahraničních sólových koncertů absolvoval i sám, např. v Holandsku. Po několik let doprovázel sbor Bambini di Praga, doma i v zahraničí, zúčastnil se s ním např. turné v Japonsku (1985) a Německu (1986). Spolupracoval s orchestry FOK, SOČR, FSO aj.
Stejně jako v archívu Českého rozhlasu, tak i ve Zlatém fondu České televize jsou uloženy nahrávky mnoha koncertů Vladimíra Mencla, některé se stále reprízují (ČR – stanice Vltava). Z pořadů ČT se jedná např. o Respiria z let: 1971 (č.7), 1972 (č.13), 1973 (č.21, č.44), 1974 (č.49), 1975 (č.71), 1976–77 (A. Dvořák, Cikánské melodie – č.80, Česká komorní tvorba A. Dvořáka – č.82, Hudební večer O. Jeremiáše – č.83, V. Zítek – č.85, Malý noční koncert G .F. Händela – č.86), 1985 (Evžen Oněgin – č.264), 1987 (Maggioli Daniša), 1989 (Jindřich Jindrák), 1990 (č.334) a mnohé další.

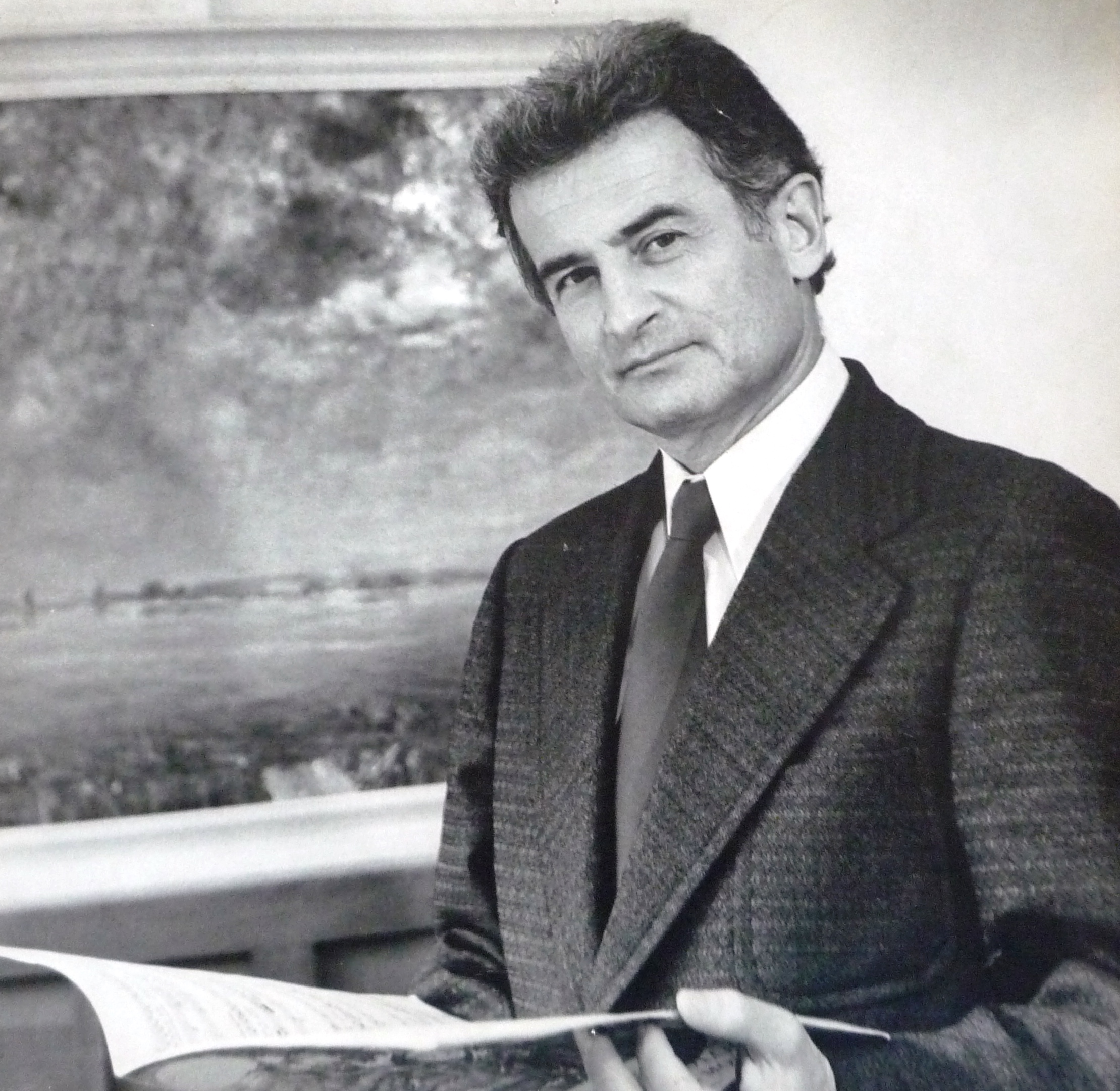
Vladimír na výstavě, 1985

Další z Menclových hudebních produkcí jsou uchovány i na záznamech a nosičích Supraphonu.

### Obrazy
Citace z profese zahradního krajináře:..pěstuje a vysazuje okrasné rostliny, provádí údržbu zeleně v zahradách, parcích a krajině, realizuje krajinářské úpravy. Malíř krajinář pěstuje a propojuje vztah k rodné zemi, provádí úpravu nálad a duševních pochodů diváka, a realizuje jeho smyslové vnímání okolního světa. Mencl jako malíř krajinář byl zahradníkem dokonalým. Jeho obrazy nevtíravě zachovávají tu trochu nostalgické intimity prázdné krajiny, a inteligentně, bez patosu, využívají možnosti pozitivního duchovního sdělení. Mencl se snažil o subjektivní vidění, o možnost vyjmout z trojrozměrné reality nejzajímavější části, ty pak převáděl na plochu. Vytvářel soběstačně fungující, příjemný obraz světa, který byl víceméně podobný skutečnosti, ale především odpovídal autorově vlastní, kultivované estetice.
Oblíbeným citátem Vladimíra Mencla bylo latinské rčení malíře Apellese: Nulla dies sine linea, tzn. žádný den bez čárky. Vzápětí Mencl pokračoval – v případě, že nemaloval – dalším citátem, tentokrát výrokem císaře Tita: Diem perdidi, tj. zničil jsem den. Obsah předchozího sdělení se vztahuje k Menclově výtvarné činnosti, na kterou se plně soustředil především po roce 2006, po ukončení většiny svých koncertních činností. Sám malíř říkal: „už mě muzika nezdržuje od malování.“

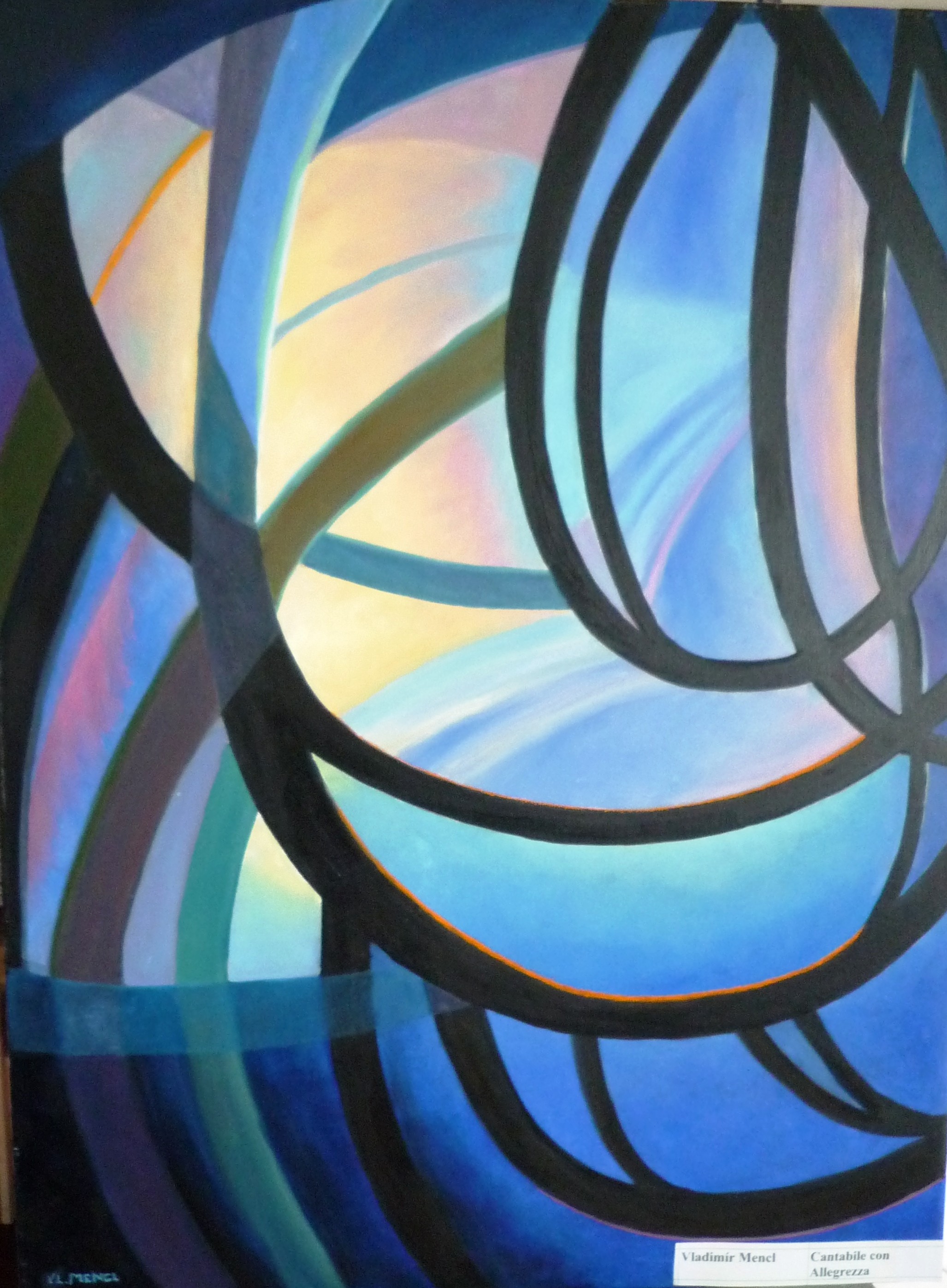
Cantabile con Allegrezza

Na začátku Mencl maloval převážně temperou, později zásadně olejem. Pro velké formáty volil plátno, pro menší desky. Osobně říkal, že: plátno je nejhorším podkladem pro olej, časem materiály pracují proti sobě a pak všechny olejomalby na plátně popraskají. Majitelům svých olejů proto (s pověstným a osobitým humorem) sliboval: „Kdyby se vám můj obraz za 100 let poškodil, přijďte, opravím vám ho“. Mezi Menclovy oblíbené malíře patřil Antonín Slavíček, Alois Kalvoda a Václav Radimský.

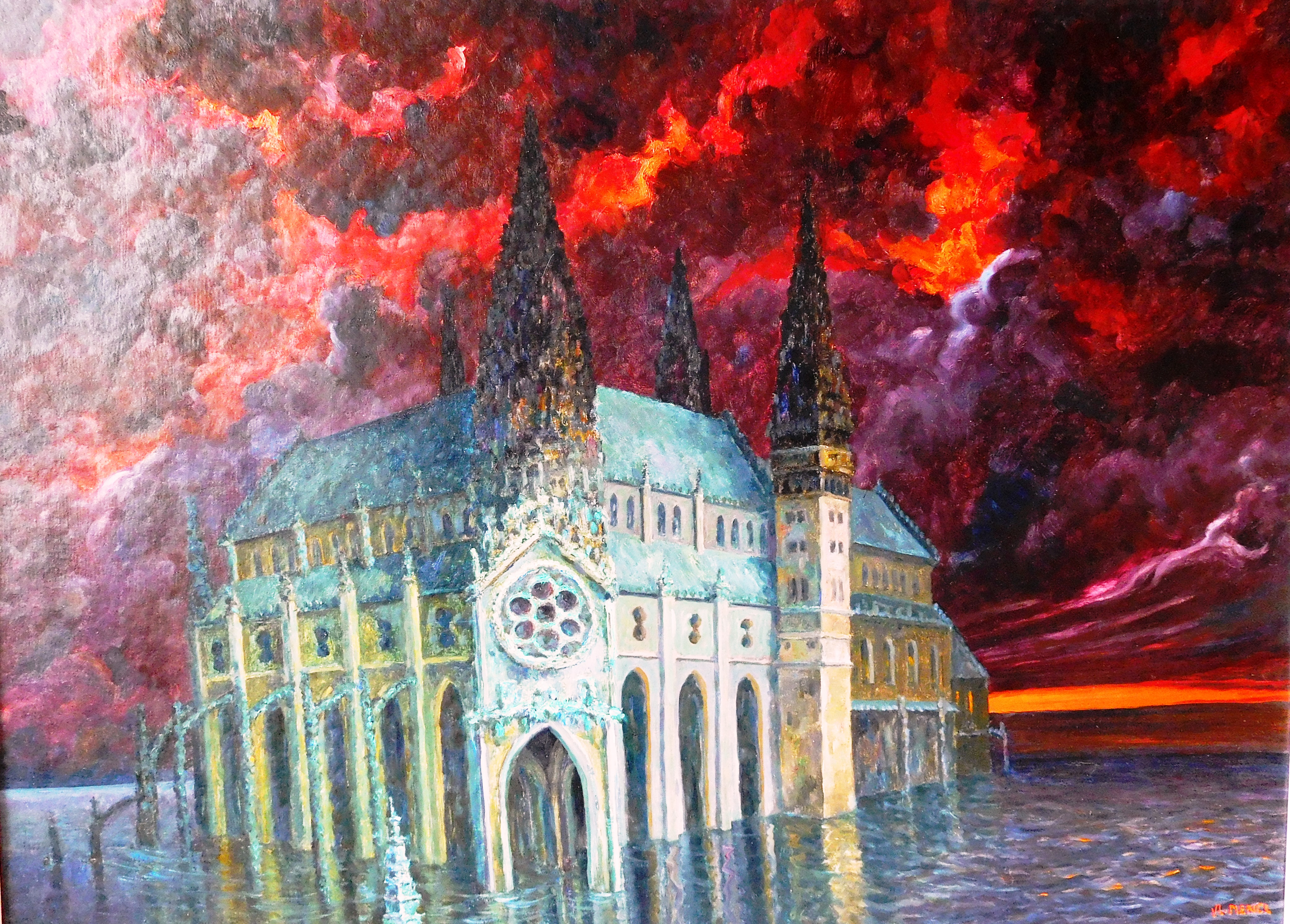
Potopená katedrála

Mencl maloval realisticky, srozumitelně, dokonale ovládal řemeslo i výtvarné techniky, zároveň kladl důraz na zobrazování atmosféry. Vzhledem k zaměření na krajinomalbu musel za svými náměty putovat, hledat je v plenéru, v reálné přírodě. Zobrazoval východy slunce, prosvítající mezi formacemi mraků, spletité větvoví starých stromů na hrázi, vodní hladiny řek i rybníků (ty patřily k jeho velkým tématům). Menclovy obrazy mají osobitý, hřejivý charakter, vypovídající o jeho lásce k naší zemi, k jeho rodným jižním Čechám. Měl schopnost empatie, uměl se vcítit do krajiny. Nesnažil se pouze povrchně zachytit skutečnost, snažil se o víc – hledal způsob, jak malířsky zhudebnit krásu té krajiny. Barvy volil čisté, jasné, linie jednoznačné, náměty prosté, a přesto lze najít řadu momentů, kdy přes zdánlivou jednoduchost prvního pohledu vás obraz vtáhne do svého nitra, a to je pak zajímavé prozkoumávat.
Zároveň jeho obrazy jakoby prostupoval zvuk klavíru, za který Mencl dlouhá léta usedal. Hudba jej také inspirovala k vytvoření řady děl, ve kterých se pokusil hudební dojmy zpracovat výtvarnými prostředky, např. v obraze s názvem Cantabile con Allegrezza (zpěvně, vesele). Také toto, byť abstraktní dílo, je pevně ukotveno v realitě, dokládá autorův záměr vést diváka od procesu zření k prozření. I další Menclovy obrazy, zachycující hudební prožitky, vysílají dramatické vibrace, strhují dynamičností a vnitřním napětím – např. olej Potopená katedrála, inspirovaný stejnojmennou skladbou Clauda Debussyho.

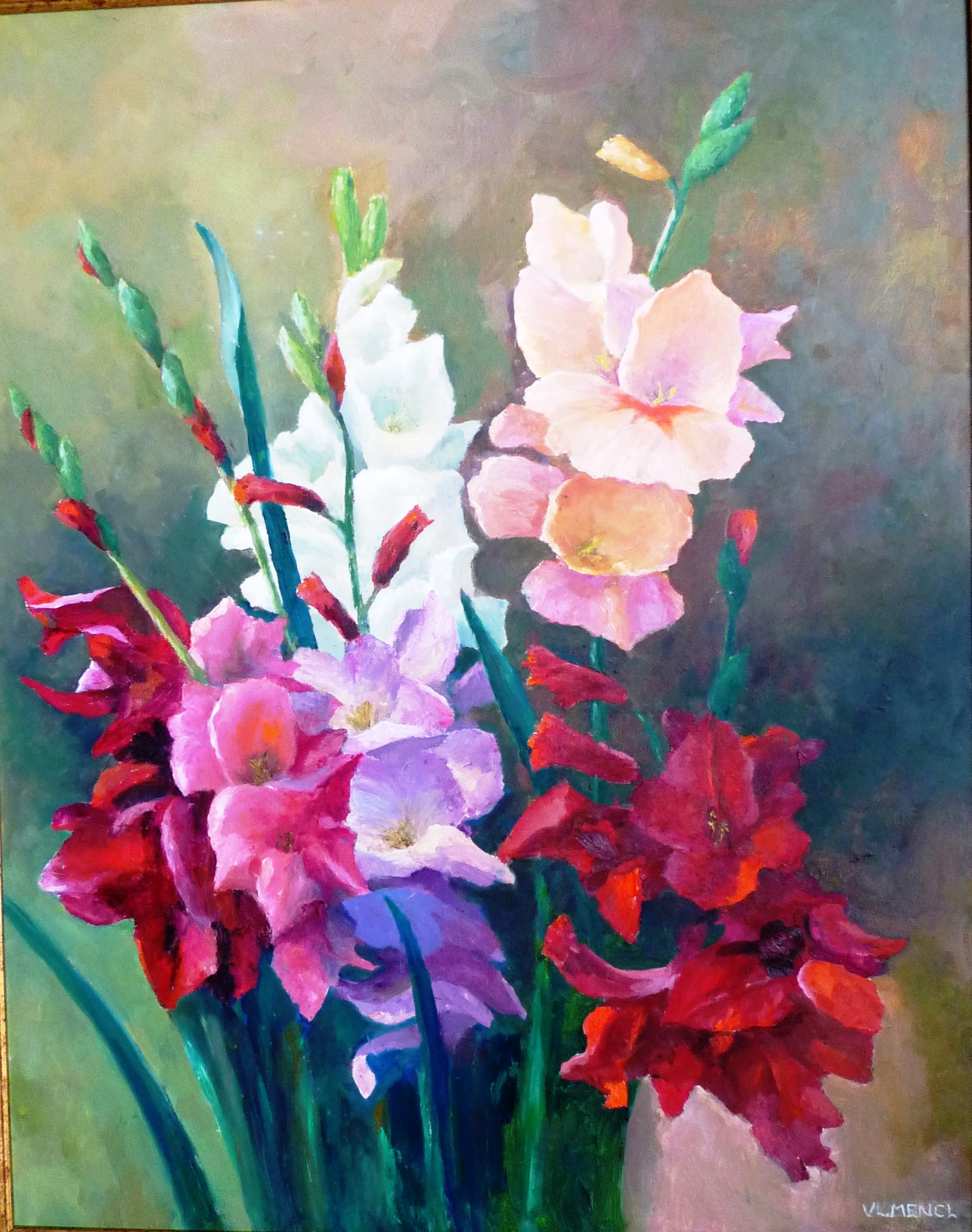
Gladioly

PhDr. Jaroslav Hlaváček v úvodním slově k jedné z jeho výstav mj. dále řekl: Zvláštní kapitolu pak tvoří jeho květiny, v nichž dosáhl neobvykle vysoké úrovně a přesáhl už dávno úroveň běžné malby námětu, který patří k nejobtížnějším, ačkoli často neprávem podceňovaným.
Své obrazy Mencl vystavoval na více než 200 autorských výstavách, doma i v zahraničí, a najdeme je v mnoha galeriích i soukromých sbírkách – v Čechách, Rakousku, Švýcarsku, Německu, Holandsku, Francii, v USA, Číně a Japonsku.

#### Výstavy výběr

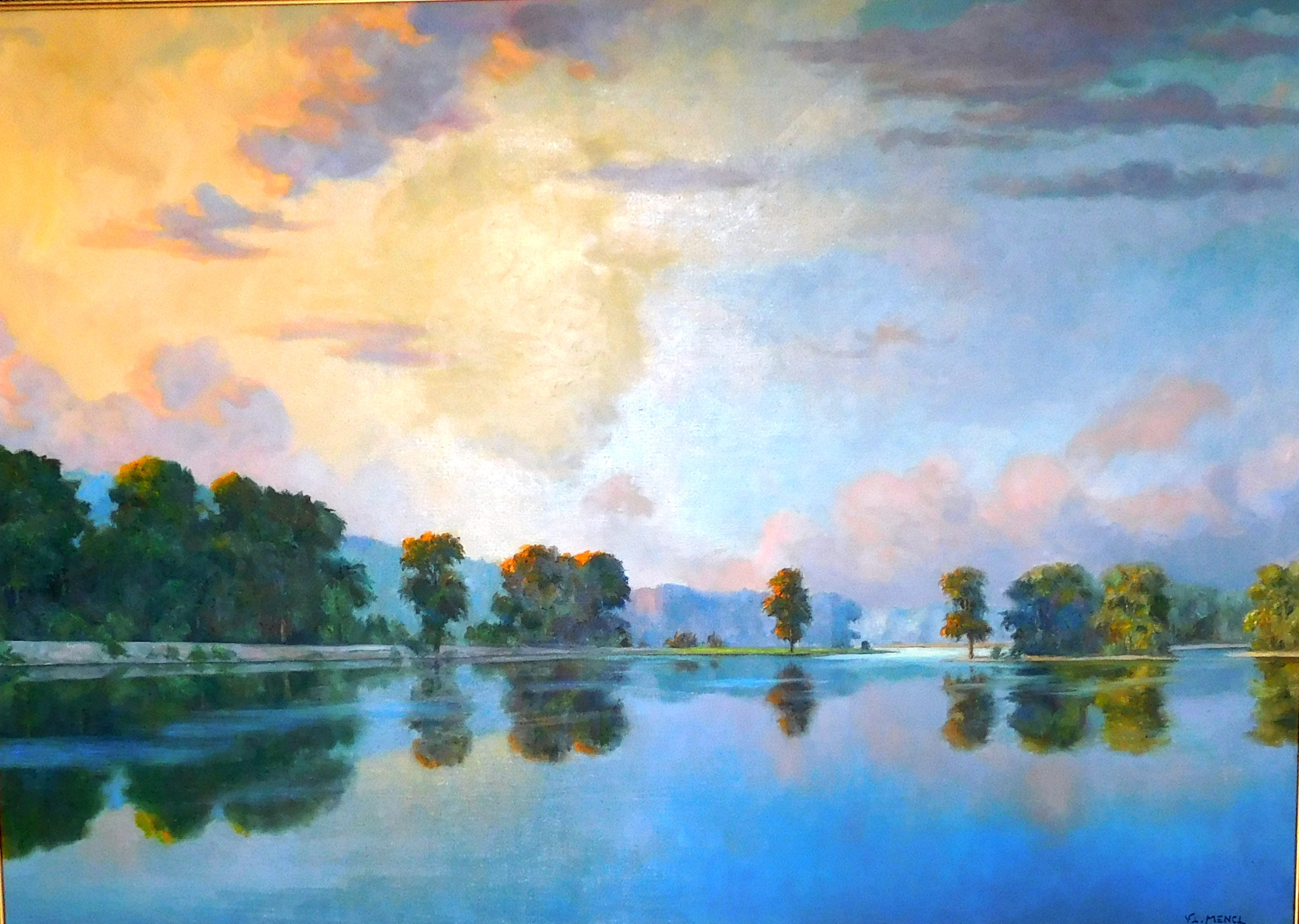
Velký spálený

autorské:
2–3/1984 Ústav ČSAV Praha, 1985, 1992, 1994, 1999, 2007, 2012 – Hudební festival J. Suka Sedlčany, 7–8/1991 Galerie u Sv. Jindřicha Praha, 10/1992 Kamenice n/L., 5–10/1992 Zámek Chotěboř, 1991, 1995 MKS Třeboň, 2004 ČS Praha, 6/2007, 5/2008, 6/2009, 5/2010, 6/2011, 6/2013 Galerie L. Kuby Poděbrady, 12/2008 MD Liberec, 2–3/2009 Divadlo Liberec, 4/2009 Divadlo Jablonec n/N., 5–9/2009, 6/2010, 4–6/2011 Hrad Týnec n/S., 7–9/2011 Státní archív Semily, 8/2012 Klášter Borovany, 1–3/2014 Chodovská tvrz Praha, 2–5/2015 Muzeum Jílové u Prahy, 7/2015 Hradní galerie Ledeč n/S., 2016 Hornické muzeum Rudolfov, 10/2016 Kulturní centrum Dobříš, 8/2002, 5/2017 Galerie M, Pelhřimov, 9–10/1993, 12–1/1995, 7/1996, 2–5/2001, 2004, 6–11/2006, 6–12/2007 Galerie Zlatý kříž České Budějovice, 8/1993, 10/1998, 3/2017 KS Světlá n/S., 5–6/1995 Muzeum Jindřichův Hradec, 1997, 1999, 6/2003 Galerie Pyramida Praha, 10/1998 SVK České Budějovice, 9–10/2001 HAMU Praha, 8/2001, 8/2003, 6–7/2006 Klášter sv. Petra a Pavla Nové Hrady, 7–8/2000, 7–8/2003 7–8/2007 Zámecká galerie Třeboň, 2002, 2004, 2006, 2007, 2008, 2009, 2010, 2011, 2012, 2013, 2015, 2016, 2017, 2018, 2019 MCDO Hejnice, 1980 OKD Kobylisy, Praha, 1977/03 – 4/1977 ZKPO Praha, 1977 Mikrobiologický ústav ČSAV, Praha, 6/1980 Výstavní síň v Pražské ulici, Příbram, 5/1984 ÚTIaA ČSAV, Praha, 9/1984 Galerie Makráč, Praha, 1/1987 MM Čelákovice, 1989 Galerie P, Pardubice, 2005 SÚpJB, Praha, 2018 Městské muzeum (synagoga), Vodňany.
kolektivní:
5/1993 Výstava členů Jednoty umělců výtvarných, Galerie Sítná Kladno, 2004 JUV po 100 letech, Nová síň Praha, 6/2013 Mladotův dům Praha, 2015 JUV Nová síň, Praha, 8/2017 JUV Nová síň, Praha, 2/2018 JUV Rabasova galerie, Výstavní síň na radnici, Rakovník, 2018/2019 JUV Galerie Toyen, Praha, 2009 Galerie Studna Liberec, 6/2000 Salón pražských výtvarníků. 9/2006 Italské KS Praha, 9/2010 Arcibiskupský palác Praha.

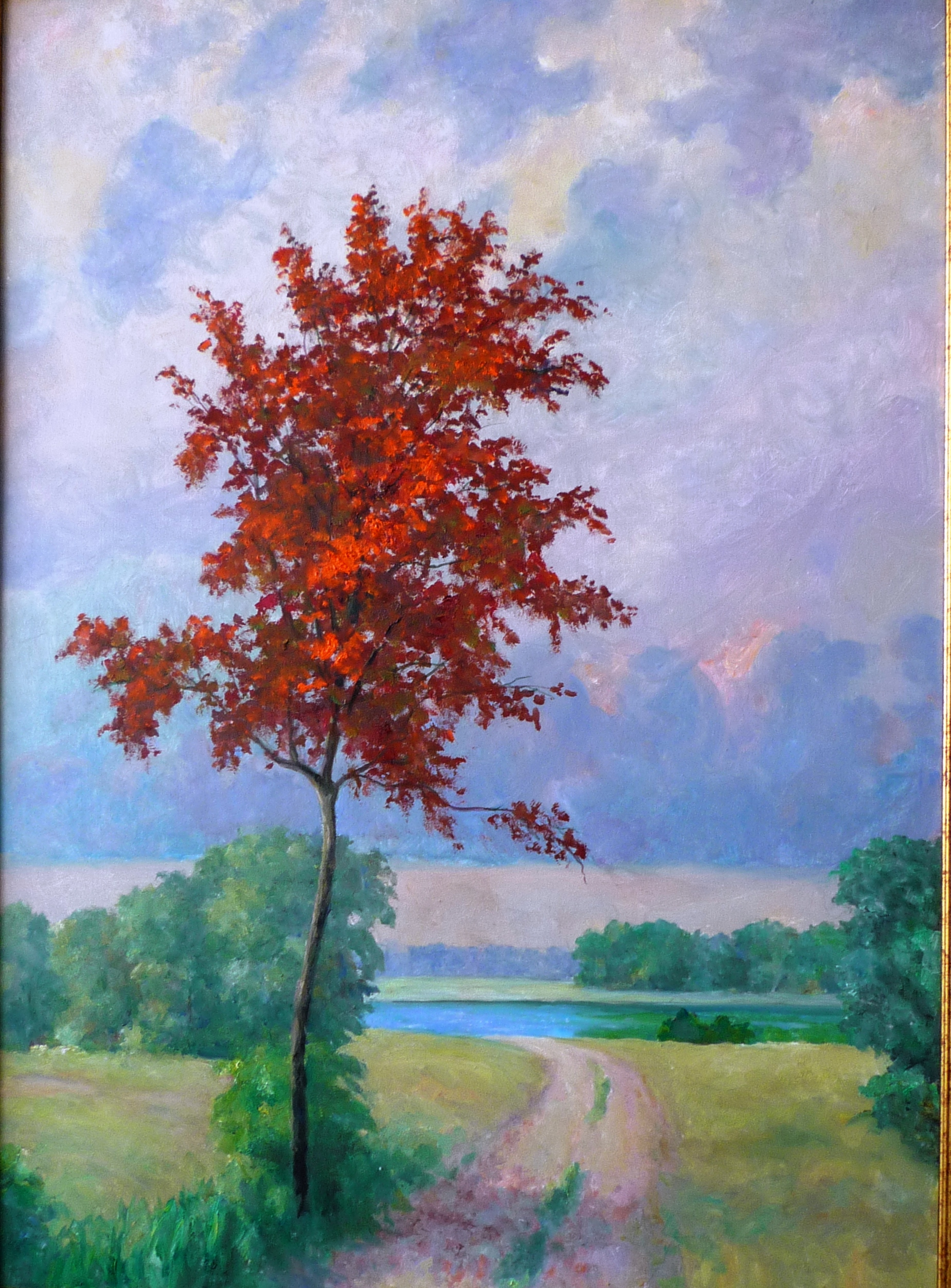
Posel podzimu
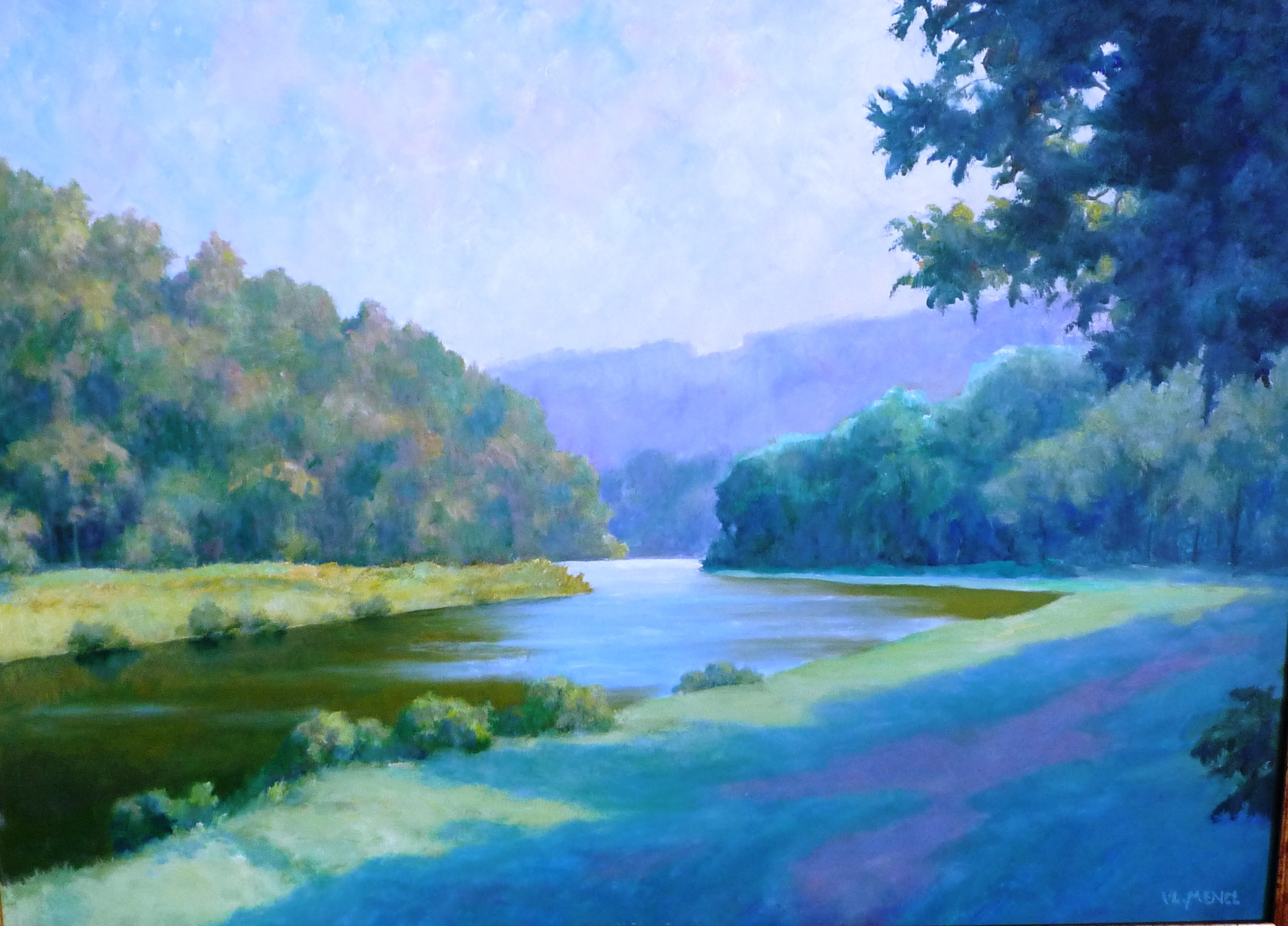
Údolí Sázavy
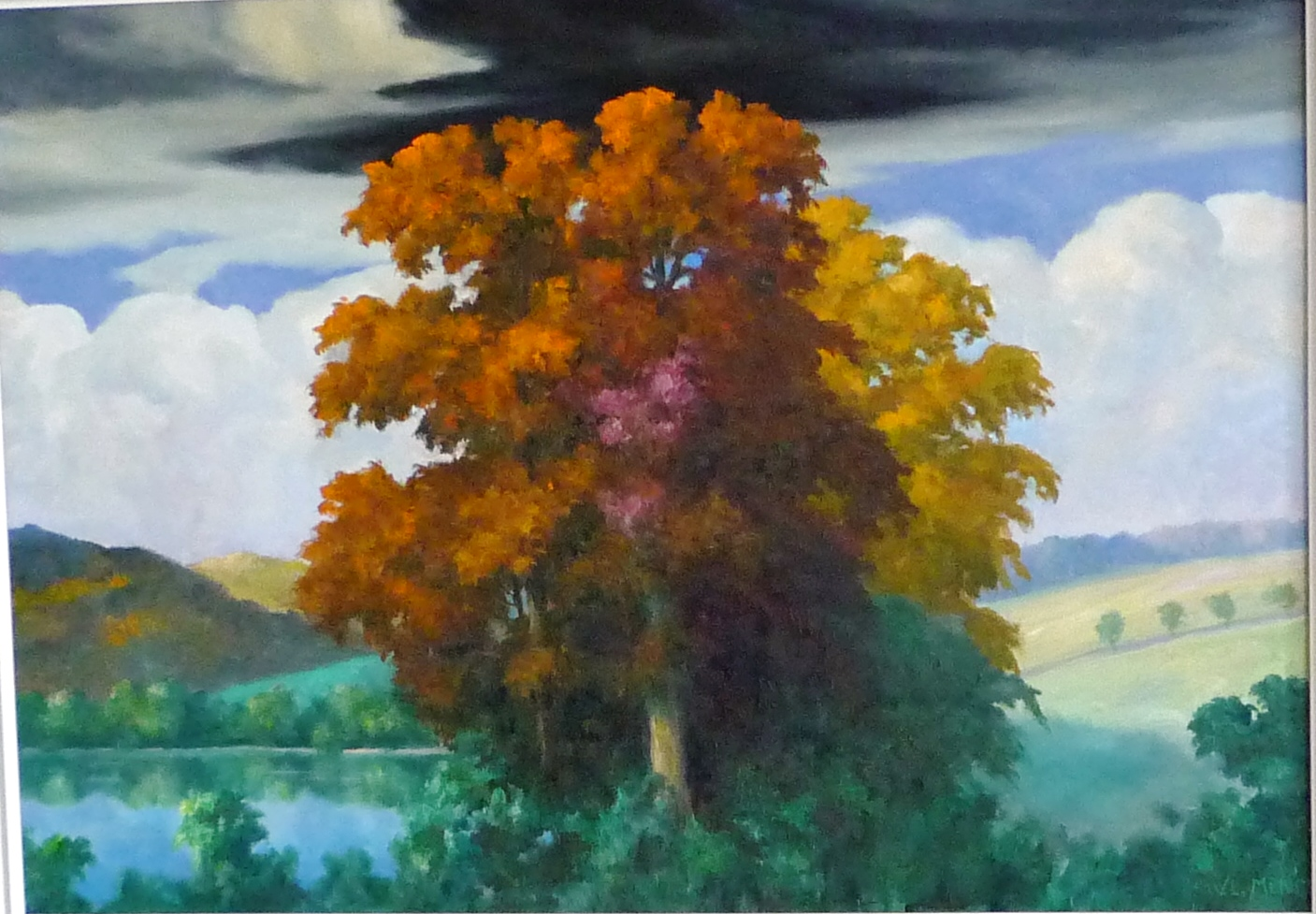
Ještě jednou se vrátím...
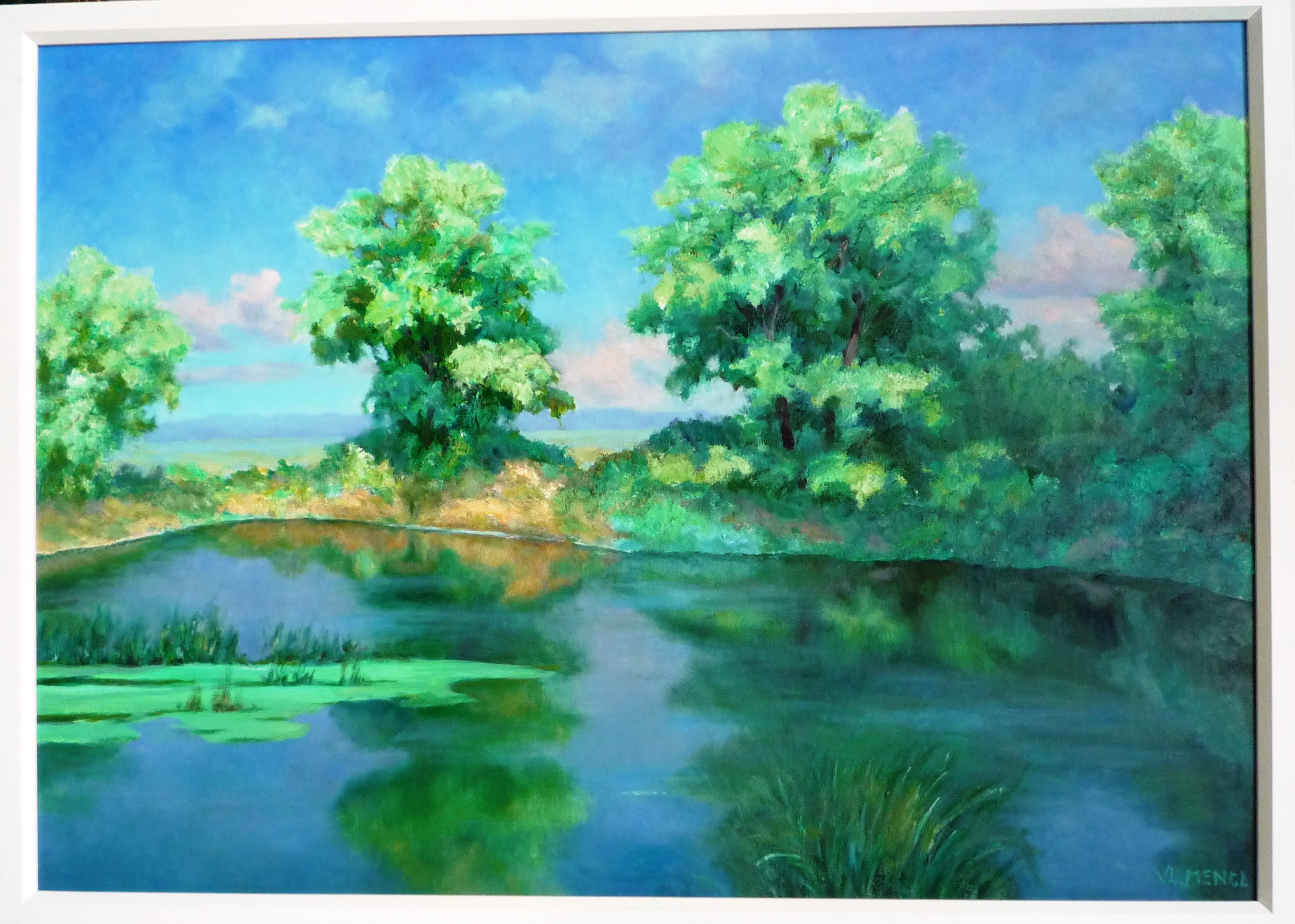
Milíčovský rybník
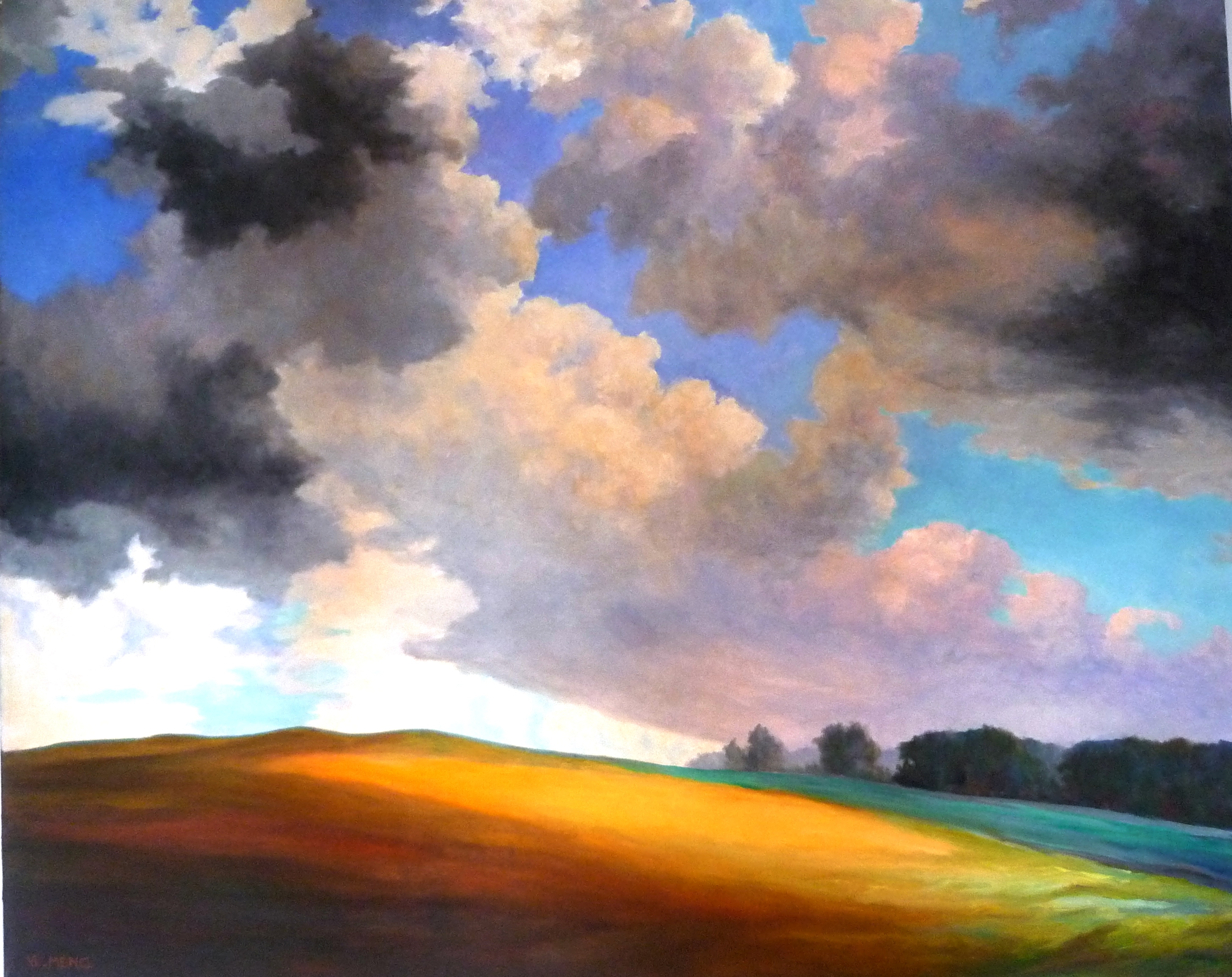
Jihočeské nebe
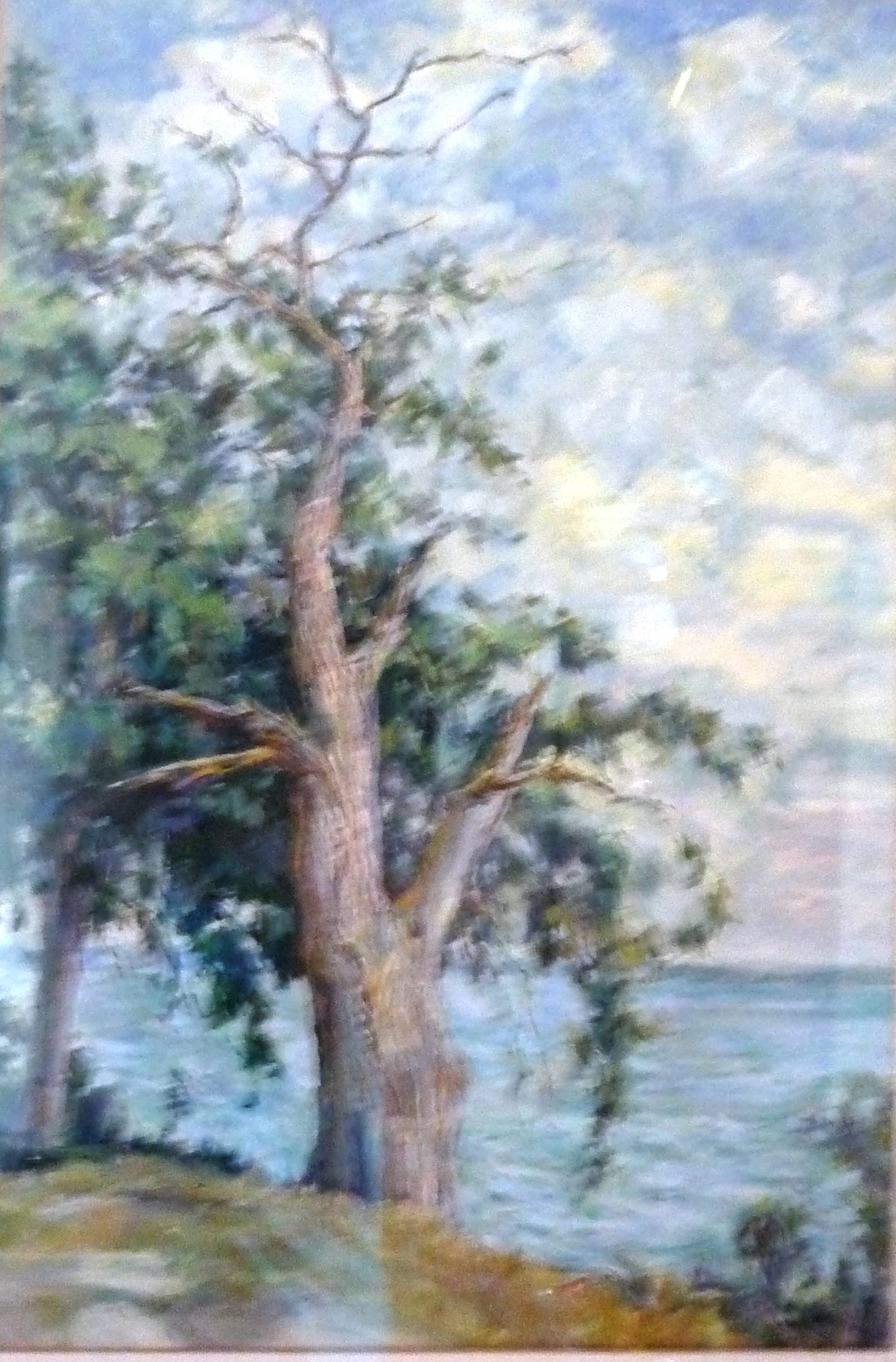
Na hrázi Rožmberka

### Kulturní dědictví
Vladimíra Mencla lze nazvat vpravdě renesančním člověkem, patřil do skupiny umělců mnohostranných zájmů. Byl to hudebník a malíř, klavírní virtuos, ovládal čtyři světové jazyky, byl vášnivým čtenářem, znalcem klasické literatury (včetně latiny), také se např. aktivně účastnil vědomostních soutěží ČT a byl jejich dychtivým posluchačem. Byl to zdatný luštitel křížovek i vtipný glosátor aktuálního dění, byl pedagogem na pražské Akademii múzických umění, v roce 1986 obdržel titul Zasloužilý pracovník kultury, byl členem Asociace hudebních umělců a vědců (v roce 1999 získal ocenění SENIOR PRIX), Nositelem čestného občanství Prahy 11 za hudbu a malířství (2014) a od roku 2005 byl také členem Jednoty umělců výtvarných (JUV).
Do svých 94 let byl stále aktivní, denně usedal k malířskému stojanu, aby splnil své penzum.
Kulturní dědictví je nedílnou součástí kultury, je chráněno. Je to vše, co člověk v minulosti vytvořil, a co mělo vliv na rozvoj kultury, vzdělanosti a kultivovanosti společnosti. Menclovo dílo a jeho odkaz v tomto smyslu vykazuje jistou kulturní a památkovou hodnotu.